# Pierre Vogel

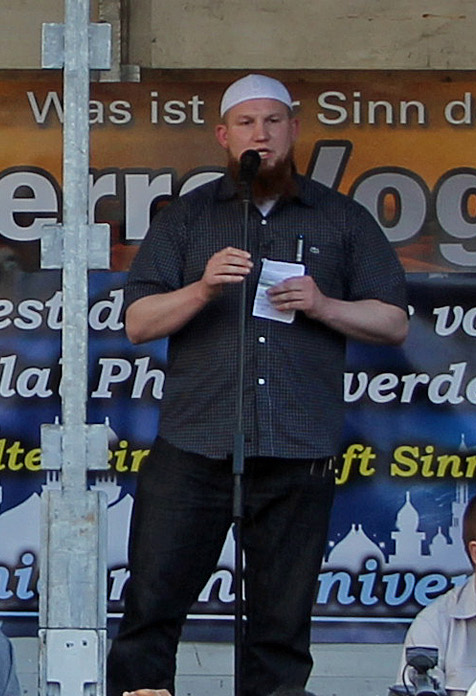
Pierre Vogel

Pierre Vogel (20 juli 1978, Frechen) ook wel bekend als Abu Hamza is een Duits-Islamische prediker en oud professioneel bokser.
In 2000 werd hij professioneel bokser, eerder was hij Duits bokskampioen. 

## Trivia
- In 2001 bekeerde hij zich tot de islam.